# NGC 7463
NGC 7463 (również PGC 70291 lub UGC 12316) – galaktyka spiralna z poprzeczką (SBb/P), znajdująca się w gwiazdozbiorze Pegaza. Odkrył ją William Herschel 16 października 1784 roku.